# Джонс, Джим
Джеймс Уоррен «Джим» Джонс (англ. James Warren "Jim" Jones; 13 мая 1931, Крит, округ Рандолф, Индиана — 18 ноября 1978, Джонстаун, Гайана) — американский проповедник, основатель деструктивной секты «Храм народов», последователи которой по официальной версии совершили в 1978 году массовое самоубийство.

## Биография

### Ранние годы
Джим Уоррен Джонс родился в 1931 году в невключённой территории Крит в штате Индиана. Своим воспитанием он обязан главным образом матери, которая скептически относилась к институту церкви, но верила в духов, и сумела частично привить эту веру Джонсу. Не меньшую роль в воспитании Джонса сыграли его соседи — представители церкви пятидесятников. Даже по меркам крайне религиозной, консервативно-христианской Индианы маленький Джонс считался «странным парнем, одержимым религией», и сверстники сторонились его. После окончания школы поступил в университет Батлера, который окончил в 1961 году, получив степень в области среднего образования.

### Проповедник
Джонс с детства проявлял интерес к религии. В 1954 году он начал проповедовать на улицах Индианаполиса за «Собрания Господни» («Assemblies of God»), крупнейшую конфессию протестантов пятидесятников в США. Однако, несмотря на то, что его проповеди привлекали новых членов в церковь, административный совет церкви почувствовал в нём угрозу из-за его слов о равенстве чернокожих и белых людей. В результате этого Джонс принял решение организовать собственную церковь, в которой не было бы различий между людьми по расовому или социальному признаку.

### Храм народов
4 апреля 1955 года он вместе с рядом своих сторонников основал «Последователи Христа» («Disciples of Christ»), которую через год переименовал в «Храм народов». В 1960 году «Храм народов» стал официальным членом «Церкви Христа» в Индианаполисе, а Джонс был принят в сан священника. В 1965 году «Храм народов» по ряду причин, связанных с неодобрением деятельности церкви в Индиане[прояснить] переезжает в долину Редвуд, в Калифорнии. В том числе, одной из причин было мнение Джима Джонса о том, что только там его люди могут спастись в случае ядерной войны. К этому времени Джонс уже был женат на Марселине Джонс и имел на попечении не только собственных, но и несколько приёмных детей. Свою семью он называл «радужная семья» («rainbow family»), из-за того, что приёмные дети различались по расовому и этническим признакам. Его супруга во всём ему помогала, всячески поддерживала и оставалась с ним до конца.

### В Гайане
В 1977 году Джонс с рядом своих последователей переезжает в поселение Джонстаун, в Гайане, основанное членами «Храма народов» и названное так в честь главы организации.
После переезда в Гайану, страну с отличным от калифорнийского климатом, здоровье основателя «Храма народов» заметно ухудшилось. Он стал принимать лекарственные средства, такие как фенобарбитал. Часто был нетрудоспособен, периодически проявлялись проблемы с речью, появились мании. Но он продолжал оставаться главой общины, все жители относились к нему с любовью и уважением, называли его «Отец».
В Гайане Джонс начал налаживать связи с советским посольством, планируя переезд своей общины в СССР.

### Массовое самоубийство
По официальной версии, 18 ноября 1978 года после вооружённого инцидента, связанного с людьми из его коммуны, Джонс собрал всех жителей Джонстауна и в результате проповеди убедил большинство из них совершить «революционный акт самоубийства», приняв яд. В результате этой акции 918 человек погибло от яда. Сам Джонс позднее был обнаружен мёртвым с пулевым ранением в голову. Супруга Джонса Марселина также покончила с собой, выпив цианистый калий. Сын Джонсов Стивен избежал участи своих родителей, братьев и сестёр. Его в это время не было в общине. Он был вместе с другими членами баскетбольной команды в Джорджтауне.
Согласно конспирологической версии, трагедия вовсе не была массовым самоубийством. Произошедшее было операцией спецслужб США в целях недопущения переезда коммуны в СССР. Накануне трагедии члены коммуны запросили политического убежища в связи с преследованиями со стороны США.

## Психопатия
Джим Джонс не раз заявлял, что является реинкарнацией Иисуса, Будды, открыто провозглашая себя «оракулом и медиумом для бестелесных существ из другой галактики».

## В культуре
- В 1980 году в США вышел телефильм «Гайанская трагедия: История Джима Джонса» (Guyana Tragedy: The Story of Jim Jones), главную роль в котором сыграл Пауэрс Бут.
- В 1984 году Джонс упомянут в книге Стивена Кинга и Питера Страуба «Талисман».
- В 1984 году группа Manowar посвятила трагедии в Гайане песню «Guiana — Cult Of The Damned».
- В 1987 году имя Джима Джоунса упомянуто в романе Жана Парвулеско «Португальская служанка».
- В 1990 году вышел альбом группы Deicide, в котором существует песня «Carnage In The Temple Of The Damned» с отсылками о событиях в Джонстауне.
- В 1992 году вышел альбом группы Death in June «But, What Ends When the Symbols Shatter?», в котором 4 песни "He's Disabled", "The Mourner's Bench", "Because of Him", and "Little Black Angel", которые являются каверами и переосмыслениями песен из альбома госпел-группы Джима Джонса «People's Temple Choir» 1973 года «He's Able»
- В 1999 году упомянут в книге Чака Паланика «Уцелевший»
- В 2004 году упомянут в седьмой книге цикла «Тёмная башня» Стивена Кинга.
- В 2006 году калифорнийская панк-группа NOFX выпустила альбом «Wolves in Wolves' Clothing», где в одноименной песне содержится упоминание Джонса и массового самоубийства в Джонстауне: «We are followers of Jimmy Jones, cutting in the kool-aid line».
- В 2007 году в Канаде вышел документальный фильм «Три дня в Джонстауне» (англ. Jonestown: Paradise Lost), главную роль в котором сыграл Рик Робертс.
- В 2009 году упомянут в книге Стивена Кинга «Под куполом» (Under the dome).
- В 2010 году упомянут в книге Роберта Чалдини «Психология влияния».
- В 2011 году российская black metal группа Demons of Guillotine посвятила две песни под названиями «909» и «Преподобный Джим» со своего альбома «Время серпа» событиям, связанным с деятельностью Джонса.
- В 2011 году была издана книга Александра Лаврина «Знаменитые убийцы и жертвы», где описана история Джима Джонса.
- В 2013 году американская группа Polkadot Cadaver выпустила альбом «Last Call in Jonestown», название альбома и одноимённая песня с него прямо отсылают к событиям в Джонстауне, а сама песня содержит сэмпл речей Джима Джонса.
- В 2013 году в США вышел фильм «Таинство» (The Sacrament) события и прототип главного злодея которого являются прямой отсылкой к истории Джима Джонса.
- В 2015 году в США вышел фильм «Вуаль» (The Veil), где Томас Джейн был в роли Jim Jacobs. Сюжет фильма очень тесно связан с историей Джима Джонса.
- В 2016 году Джонс упомянут в книге Стивена Кинга «Пост сдал» (End Of Watch).
- Также Джим Джонс упоминается в книге Дина Кунтца «Полночь», в первой главе, разделе 57.
- В 2017 году в 9-й серии 7-го сезона сериала «Американская история ужасов» сцена с отсылкой о трагедии Джонстаун (Гайана).
- В 2017 году Джим Джонс упоминается в песне «Koolaid» группы Accept.
- В 2017 году Джим Джонс упоминается в треке «I`m Done» группы $UICIDEBOY$.
- В 2018 Джим Джонс упоминается в песне «Счастливая жизнь» группы ШАРЫ.
- В 2018 году Джим Джонс упоминается в песне Love It If We Made It группы the 1975
- Является прототипом Ионы в фильме «Ад каннибалов 2» режиссера Умберто Ленци.
- В 2019 году группа SKYND посвятила ему одноименную песню.
- В 2019 году Джим Джонс упоминается в песне «JAWS» исполнителя Jacques-Anthony.
- В 2019 году Джим Джонс упоминается в 22 серии 3 сезона сериала «Riverdale».
- Упоминается в книге Майка Омера «Гибельное влияние» как проповедник, прославившийся своими многочасовыми проповедями, затрагивая социальные вопросы, акцентируя внимание на преданности единому лидеру.